# 马斯顿荒原战役
马斯顿荒原战役（英語：Battle of Marston Moor）发生于1644年7月2日，是1642–1646年第一次英国内战的一部分。利文伯爵指挥的苏格兰盟约者与费尔法克斯勋爵与曼彻斯特伯爵指挥的英格兰议会派联合军力，打败了普法尔茨的鲁普雷希特亲王和纽卡斯尔侯爵统率的保皇党。
1644年夏天，盟约者与议会派正在围攻由纽卡斯尔侯爵主持防守的约克。鲁珀特亲王召集了一支军队，行进穿越英格兰西北部前来解围该城，并在路上征集新兵。军队不断汇集，使接下来的这场战役达到内战的最大规模。
7月1日，鲁珀特用计挫败苏格兰人与议会派联盟，解围了城市。第二天，他不顾人数上的劣势，依然决意求战。他听从劝告，没有立即发动进攻。昼间，双方势力都将全部兵力聚集于约克以西的野草场，即马斯顿荒原。临近傍晚，苏格兰人与议会派联盟自行发动突然袭击。一场持续两小时的混战后，奥利弗·克伦威尔指挥的议会派骑兵将保皇党骑兵从战场上击溃，并歼灭了残余的保皇党步兵。
败北后，保皇党很快抛弃了英格兰北部。他们损失了英格兰北部数郡的大量人力，这些人大多强烈支持保皇党。他们也不能再通过北海海岸的港口到达欧洲大陆。尽管他们在后半年英格兰南部的战斗中似乎有些时来运转，但由于损失了北方，第二年他们无法与蒙特罗斯麾下的苏格兰保皇党取得联系，出现了不可逾越的障碍。

## 背景

### 北部的内战
在英格兰北部大多地区，保皇党拥有人数上的优势，并得到当地的支持。只有在兰开夏郡和 约克郡西区的一些“天生污蔑贵族”的制衣业城镇，议会派得到支持。在1643年6月30日，纽卡斯尔侯爵统率的保皇党在布拉福德附近的阿德瓦尔顿荒原战役中打败了费尔法克斯勋爵的议会派军队。费尔法克斯与其子托马斯·费尔法克斯爵士带着残余部队逃亡至赫尔港，那里支持着议会。
纽卡斯尔派遣部分军队南下到林肯郡，来完成他“三角叉”式向伦敦推进计划的一部分，但他大部分部队都被迫用来围攻赫尔。由于议会派海军可以前来港口补给和增援，驻军充斥了整座城市，这次围攻最终失败，同时分去林肯郡的保皇党在温斯比战役中战败。
1643年年底，英国内战规模扩大。1641年爱尔兰叛乱之后，国王查理一世 在爱尔兰协商“停战” ，允许他遣在至爱尔兰的军队中增加更多英格兰的兵团。但议会签署神圣盟约，与苏格兰盟约者结成同盟，完成了更大的跨越。
1644年初，利文伯爵麾下一支盟约者军队代表议会入侵英格兰北部。纽卡斯尔侯爵被迫分割军队， 留下一部分听从约翰·贝拉西斯，来监视身在赫尔的费尔法克斯勋爵麾下的议会派，而他自己则率主力北上去对抗利文。

### 约克之围
三月和四月初，纽卡斯尔侯爵进行了好几场阻滞战，试图防止苏格兰军渡过泰恩河并包围泰恩河畔纽卡斯尔市。同时，托马斯·费尔法克斯爵士的一支议会军骑兵，有着冬季里柴郡与兰开夏郡的作战经验，穿越北乃恩山脉进入约克郡西区。为防止托马斯爵士重新和赫尔的费尔法克斯勋爵重新联合，贝拉西斯占领了位于两人所在地之间的塞尔比镇。4月11日，托马斯·费尔法克斯爵士的部队和约翰·梅尔德伦的步兵一起席卷了塞尔比，俘虏了贝拉西斯及其大部分部队。
听闻此事，纽卡斯尔意识到约克市岌岌可危。约克是英格兰北部的主要城市，也是该地区保皇党势力的堡垒，失守将对保皇党的形势造成重大打击。他急速从那里撤退，以抢在费尔法克斯之前行动。利文留下一支分队来迷惑在泰恩河畔纽卡斯尔的保皇党驻军，将主力跟在纽卡斯尔的部队后面。4月22日，利文与费尔法克斯在约克以西大约23千米处的韦瑟比会师。他们一同发起对约克的围攻。最初，苏格兰与议会军着重抓捕干扰他们与赫尔进行联络的小队保皇党驻军，因此围攻的封锁相当松散。6月3日，曼彻斯特伯爵率领的东部联盟议会军赶来增援。议会军完全包围了约克，围攻行动真正开始了。到达约克前的三支军队结成联盟（议会称为“两个王国的军队”），利文被任为总司令。在北方，让苏格兰人担任要职是上策，苏格兰军是军队中最大的分队，而利文也是三十年战争中一名德高望重的老将。

### 解围行动

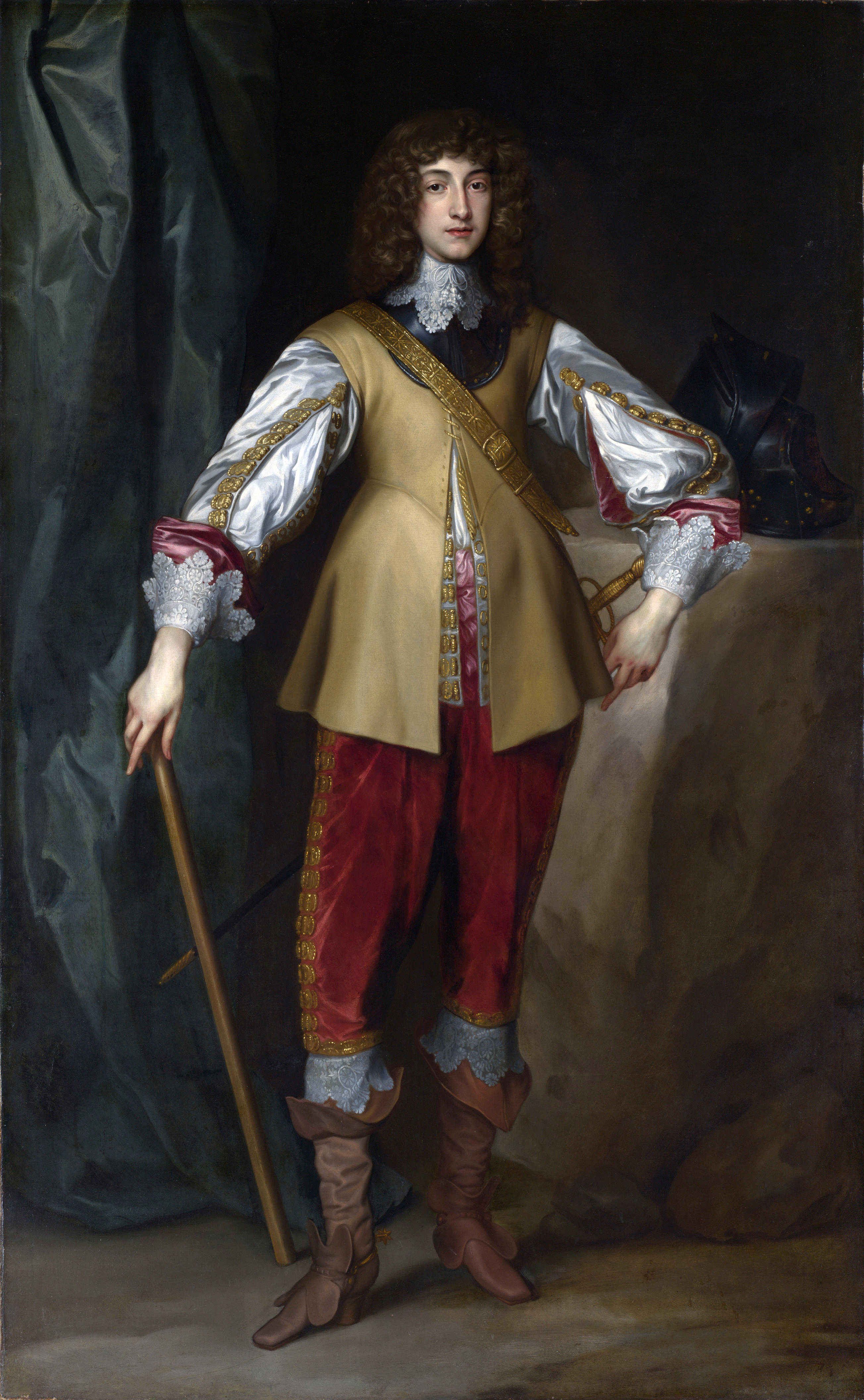
莱茵的鲁珀特亲王（1619年至1682年） - 鲁珀特亲王的任务是从议会及其苏格兰盟友手中夺回北方

围攻的消息很快传到了战时首都牛津 。4月24日至5月5日，国王查理举行了一次军事会议，其侄子和最负声誉的野战司令鲁珀特亲王出席会议。会议决定，查理留在牛津拖延时间，鲁珀特则去解围约克。 
鲁珀特率领一小支部队于5月16日从什鲁斯伯里出发。他第一步打算沿途徵募援军，来巩固自己的军队，并保证兰开夏郡的安全，从爱尔兰来的保皇党军队。他准备与约翰·拜伦勋爵指挥的一支驻扎在切斯特的保皇党部队汇合，让他的部队增加到2000匹马，6000名步兵。强行渡过斯托克波特的默西河后，他袭击了博尔顿 ，据说杀害了1600名抵抗的议会派和平民。鲁珀特在伯利附近休息时，乔治·戈林爵士率领纽卡斯尔侯爵的骑兵加入部队，他们约克遭围攻早期时曾突出重围，又加入了德比郡来的一只小分队，以及德比伯爵从兰开夏郡新训练的几个团。鲁珀特王子绕开议会派的要塞曼彻斯特，于6月6日兵临利物浦，围攻五日后从议会派手里夺取了控制权。
鲁珀特犹豫是继续去解围约克，还是留在兰开夏郡巩固保皇党在此的势力以确保整个行动中有足够的援军。他还对查理的战争委员会中一些成员怀有疑心，对远离国王身边感到担忧。6月16日，他收到一封来自国王的急件，内容令人不安。国王的军事会议顾问推翻了鲁珀特的防守政策，派遣雷丁和阿宾登的驻军去完成西南部的攻势。这样埃塞克斯伯爵与威廉·沃勒爵士指挥的议会军可能突然发动攻击，牛津暴露在危险之中。国王被迫离开该城，逃到伍斯特，但那里依旧不能保证安全。除了这个噩耗之外，信中暧昧地提到关于鲁珀特北部攻势和下一步计划的命令：
但如今朕不得不告知朕的真实情况，若条件迫使朕不得不违愿向汝下达更多强制性命令，汝也必须接受。若约克失守，朕将更加不受敬重；除非汝军迅速行至朕处；在北方势力影响到南方前，奇迹地征服这里。但若约克解围，汝击溃两国叛军，那么（不然则不会）朕可能转变守势，拖延时间，直至汝来援助朕。因此朕命令并请求汝，负起汝对朕应承担的职责与影响，将所有新计划搁置，顺汝原先的意图，立即让全部兵力行军去解围约克。无论是失败，或是已经摆脱围军，或是缺乏火药，汝无法胜任，都应立即以全部军力行至伍斯特，前来援助朕与朕的军队；若非如此，即使汝击败苏格兰军解围约克，汝之后的胜利都将无助于朕。
鲁珀特理解信中的命令既要他去解围约克，又要他打败盟军，再次南下来援助国王。 这时鲁珀特军队已接近14,000人。他从利物浦出发到普雷斯顿 ，普雷斯顿不战而降。他穿过克利瑟罗继续行进，跨越白乃恩山脉到达斯基普顿，6月26日至6月28日，他在那里停军三日以“修整武器”，同时等待坎伯兰和威斯特摩兰来的最后一批援军。 6月30日，他抵达约克西北方14英里（23）的纳尔斯伯勒城堡，与那里的保皇党驻军汇合。